# Ctenophthalmus bifurcus
Ctenophthalmus bifurcus är en loppart som beskrevs av Ioff 1940. Ctenophthalmus bifurcus ingår i släktet Ctenophthalmus och familjen mullvadsloppor. Inga underarter finns listade i Catalogue of Life.